# Unravel Two
Unravel Two (gestileerd als Unravel two) is een puzzel-platformer ontwikkeld door Coldwood Interactive. Het spel wordt uitgegeven door Electronic Arts en kwam op 9 juni 2018 uit voor de PlayStation 4, Windows en de Xbox One. Het is het vervolg op Unravel dat begin 2016 uitkwam.
Het spel werd op 9 juni 2018 tijdens de E3-presentatie van Electronic Arts voor het eerst officieel aangekondigd. Direct na de presentatie kwam het spel ook uit. 
Net zoals in zijn voorganger speelt de speler met Yarny, een figuurtje van garen. In Unravel Two, moet de speler echter nog een extra Yarny besturen om puzzels op te lossen. Unravel Two kan alleen of samen met een ander in lokale co-op gespeeld worden.